# Eugenio Cappuccio
Eugenio Cappuccio (Latina, 2 luglio 1961) è un regista e sceneggiatore italiano.

## Biografia
Diplomato nel 1985 presso il Centro sperimentale di cinematografia di Roma, in sceneggiatura cinematografica e televisiva. È stato assistente di Federico Fellini sul set del film Ginger e Fred.
Dopo qualche esperienza alla regia di corti e videoclip, Cappuccio nel 1996 è co-regista con Massimo Gaudioso e Fabio Nunziata della commedia in bianco e nero Il caricatore, originale esempio di film nel film, nel quale i tre registi compaiono anche come attori. Il film ottiene diversi riconoscimenti, tra cui il Ciak d'oro e la Targa Anec.
È ancora una regia a tre quella per La vita è una sola (1999), in cui tornano i tre protagonisti del precedente film e ironizzano sul mondo degli aspiranti registi; nel 2004 è regista, stavolta da solo, di Volevo solo dormirle addosso, dramma a sfondo sociale che racconta di un cacciatore di teste con Giorgio Pasotti e Cristiana Capotondi. 
Nel 2006 Cappuccio si fa notare alla Festa del Cinema di Roma con la commedia drammatica Uno su due, con Fabio Volo e Anita Caprioli, di cui firma regia e sceneggiatura. Il lavoro successivo di Cappuccio, del 2011, è una nuova commedia, Se sei così ti dico sì, con Emilio Solfrizzi e Belén Rodríguez, nelle sale nell'aprile 2011; ambientata in Puglia e prodotta dai fratelli Avati.
Nel 2013 dirige i due film per la televisione, che compongono la prima serie de I delitti del BarLume, trasmessa su Sky.

## Filmografia

### Regista

#### Cinema
- Il caricatore, co-regia con Massimo Gaudioso e Fabio Nunziata (1996)
- La vita è una sola, co-regia con Massimo Gaudioso e Fabio Nunziata (1999)
- Volevo solo dormirle addosso (2004)
- Verso la luna con Fellini – documentario (2006)
- Uno su due (2007)
- Se sei così ti dico sì (2011)
- Fellini fine mai – documentario (2019)
- La mia ombra è tua (2022)

#### Televisione
- I delitti del BarLume – serie TV, episodi Il re dei giochi e La carta più alta (2013)
- Le donne di Pasolini – docufilm (2023)

### Sceneggiatore
- Il caricatore, co-regia di Eugenio Cappuccio, Massimo Gaudioso e Fabio Nunziata (1996)
- La vita è una sola, co-regia di Eugenio Cappuccio, Massimo Gaudioso e Fabio Nunziata (1999)
- Volevo solo dormirle addosso (2004)
- Verso la luna con Fellini – documentario (2006)
- Uno su due (2007)
- Se sei così ti dico sì (2011)
- La mia ombra è tua (2022)

### Attore
- Il caricatore, regia di Eugenio Cappuccio, Massimo Gaudioso e Fabio Nunziata (1996)
- Ospiti, regia di Matteo Garrone (1998)
- La vita è una sola, regia di Eugenio Cappuccio, Massimo Gaudioso e Fabio Nunziata (1999)

## Riconoscimenti
- 1997[1] - Ciak d'oro
  - Migliore opera prima - Il caricatore